# Dokimijski beli marmor
Dokimijski beli marmor je prosojen, drobnozrnat in zelo kompakten oziroma gost beli marmor visoke kvalitete. Podoben je alabastru. Njegovo antično ime ni znano.

## Geografski opis
Ležišča dokimijskega belega marmorja se nahajajo v Turčiji , in sicer v antični pokrajini Frigiji, v bližini današnjega naselja Iscehisar, ki je nekaj kilometrov oddaljeno od večjega mesta Afyon, po katerem je dobila ime tudi provinca. Antično naselje Docimium je verjetno ležalo pod Iscehisarjem. Vidne so arhitekturne ostaline, vendar ga niso nikoli načrtno raziskali.

## Petrografija
Pri določanju izvornega območja belih marmorjev, ki so bili v uporabi v rimskem obdobju, je zelo uporabna analiza stabilnih izotopov ogljika in kisika. Pri tej metodi gre za opazovanje dveh razmerij: med stabilnima izotopoma ogljika C13 in C12 in med stabilnima izotopoma kisika O18 in O16. To razmerje se v naravnih snoveh spreminja zaradi geokemijskih procesov. Značilno je, da se izotopske vrednosti vzorca marmorja iz istega kamnoloma gibljejo znotraj omejenega, njim skupnega območja. Prednost obravnavane metode je v tem, da za vzorce v analizah potrebujemo zelo majhno količino marmorja. Pomanjkljivost pa je ta, da se polja vrednosti stabilnih izotopov, značilnih za posamezne kamnolome, lahko med seboj prekrivajo. Tako je določen vzorec marmorja lahko ustrezen za več kamnolomov hkrati.

S to metodo je mogoče določiti velikosti kalcitnih (CaCO3) mineralov. Gre za določanje največje velikosti kalcitnih mineralov, ki se razlikuje pri različnih vrstah marmorjev. Za dokimijski beli marmor se velikosti kalcitnih marmorjev gibljejo med približno 0,3 mm in 2,1 mm - največja vrednost. V 70% vseh analiziranih primerov gredo vrednosti od 0,5 mm do 1,6 mm. Ti podatki uvrščajo dokimijski beli marmor med drobnozrnate bele marmorje.

Metoda je bila uporabljena za ugotavljanje vrste marmorja, iz katerega so bili izdelani določeni izdelki. Primer takšne analize so arhitekturni deli in marmorni okras Mavzoleja v Halikarnasu. Gre za znamenito grobnico v današnjem mestu Bodrum v Turčiji, zgrajeno za Mavzola, satrapa Perzijskega imperija.

## Kamnolomi
Kamnolomi dokimijskega belega marmorja so označeni s številkami od III, V in VI. Drugo ime za kamnoloma III in V je kamnolom Cakir. Kamnolom VI, v katerem so lomili najkvalitetnejši beli marmor, je bil orientiran v smeri sever – jug in je ležal približno 1 km severovzhodno od velikega kamnoloma pavanozzetta Bacalake. 
Kamnolome so začeli izkoriščati že v 4. stoletju pr. n. št., množično pa pod rimsko oblastjo konec 1. stoletja n. št. Delovali so tudi v bizantinski dobi, večina pa jih je v rabi še danes.
Ti kamnolomi so bili v času rimskih cesarjev v imperialni lasti, kar pomeni, da so bili v lasti rimskega imperija in da je državna oblast nadzorovala in urejala vse dejavnosti v zvezi s pridobivanjem marmorja v njih. 
Značilno je, da na blokih belega marmorja niso našli kamnoseških oznak, za razliko od bližnjega Frigijskega marmorja, kjer jih je bilo mnogo.
Prva faza obdelave marmorja se je začela že v kamnolomih. Tukaj so bloke obklesali v pravilno obliko s pravilnimi robovi. Sledila je obdelava blokov do stopnje polizdelka – npr. v obrisih nakazan pokrov sarkofaga, ki so ga nato dokončno izdelali v delavnicah.

## Delavnice
Kamnoseške delavnice (latinsko: officinae), kjer so izdelovali izdelke iz belega marmorja, so se nahajale v Docimiumu. Med njimi in kamnolomi je potekalo tesno sodelovanje, saj so kamnoseki iz delavnic prevzeli izdelavo polizdelka v kamnolomu. Ni jasno, če so bile delavnice, tako kot kamnolomi, pod imperialno kontrolo. Morda so bile prvotno v privatnih rokah, saj je bila v začetku razširjenost izdelkov predvsem lokalna, postopoma pa se je distribucija zelo razširila, vse do Rima in glavnih mest na Zahodu. V njih je potekala, vsaj kar zadeva razne majhne kipce, serijska proizvodnja.
Delavnice so poizdelke iz kamnolomov popolnoma dokončale. Sicer so bili kiparji, tukaj gre predvsem za izdelovalce sarkofagov, lahko tudi potujoči, ki so se poleg imen podpisali še Dokimeus.

## Izdelki
V antiki so dokimenijski beli marmor uporabljali v prvi vrsti za sarkofage, nato kipe vseh velikosti in manjše arhitekturne dele. Tisti marmor, ki ni bil dovolj kakovosten za kiparstvo, so uporabljali pri gradnji. Izdelovali so hišne zatrepe, jonske kapitele in baze podstavkov za kipe. V večjem obsegu so ga uporabili pri izdelavi scaenae frons v Severski obnovi gledališča v Hierapoli.
Med kipi večjih dimenzij je veliko posnetkov klasičnih kipov, ki so jih verjetno naredili po atiških kopijah. Ti se med drugim pojavljajo v antičnem mestu Halikarnas, ki je približno 100 km oddaljen od Docimiuma; nekateri kosi pa so dosegli celo Tir. 
Najznamenitejši izdelki so bili sarkofagi, ki so jih v Docimiumu izdelovali od začetka 2. do konca 3. stoletja pr. n. št. Vrhunec njihove proizvodnje datira v sredino 2. stoletja.
Izdelani so bili za trge v Mali Aziji, mnogo pa so jih izvozili na Apeninski polotok, zlasti v Rim. Značilno je da gre pri sarkofagih iz Docimiuma za združitev klasičnih prvin in helenistične tradicije, kmalu so postali slavni in so jih v drugih kamnolomih v regiji začeli posnemati. V Docimiumu so najprej izdelovali girlandne sarkofage, ki so bili v začetku 2. stoletja zelo priljubljeni. V drugi polovici 2. stoletja se je proizvodnja preusmerila k stebrnim ali arhitektonskim  sarkofagom, od katerih je danes v Rimu in Mali Aziji ohranjenih okoli 400 primerkov. Stebrni sarkofagi so bili zelo kompleksno okrašeni in nedvomno tudi zelo dragi. 
Posebno poglavje predstavljajo štirje nedokončani pokrovi za stebrne sarkofage. Trije so bili najdeni v kamnolomih dokimijskega belega marmorja, četrti se je ob odkritju nahajal v neposredni bližini kamnolomov, kamor je bil verjetno prenesen v kasnejšem obdobju. Ti pokrovi so bili namenjeni za stebrne sarkofage in dokazujejo, da se je izdelava sarkofagov začela že v kamnolomih. Razlog za začetek proizvodnje sarkofagov v kamnolomih leži v cenejšem in lažjem transportu do delavnic, saj je bilo lažje tovoriti poizdelke, kot pa cele bloke marmorja.

## Transport
Ker leži Docimium v zaledju, so se pri transportu izdelkov na lokalna tržišča v Mali Aziji posluževali kopenskih poti. Pri prevažanju izdelkov, pri tem gre predvsem za sarkofage, v Rim, so jih vključili v mrežo za transport in distribucijo pavonazzetta.